# Chûn Castle

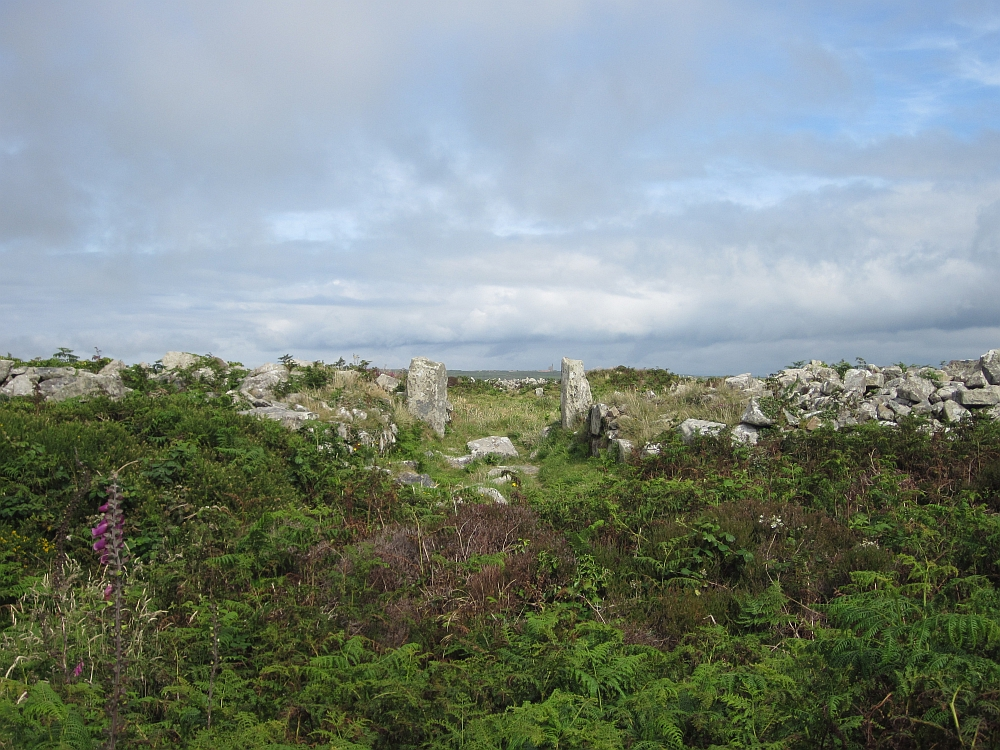
Chûn Castle in Penwith, Cornwall.

Chûn Castle ist ein Hillfort aus der Eisenzeit und befindet sich in der Grafschaft Cornwall in England. Eine Besiedlung der Anlage erfolgte im Wesentlichen vom dritten Jahrhundert v. Chr. bis zum ersten Jahrhundert n. Chr. Eine Wiederbesiedlung hat wahrscheinlich im 5. und 6. Jh. n. Chr. stattgefunden. Chûn Castle nimmt eine zentrale Position innerhalb von acht nachweisbaren Anlagen im Westen von Penwith ein, von denen jede auf einem gut zu verteidigenden Hügel gelegen ist.

## Lage

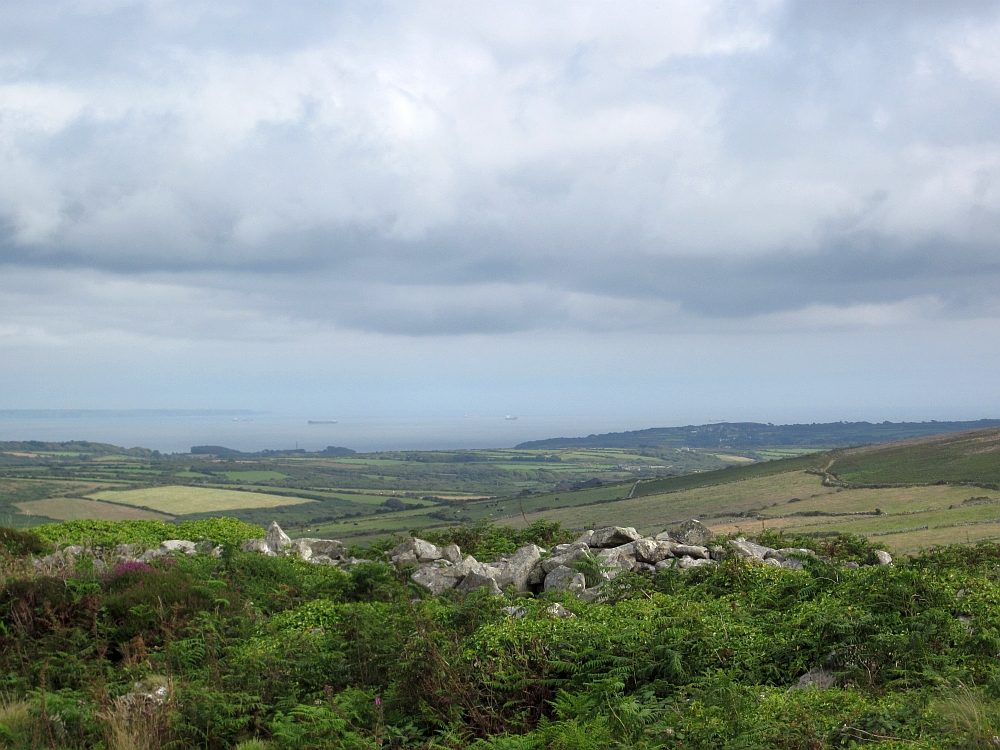
Blick vom Chûn Castle nach Osten

Chûn Castle liegt auf der Halbinsel von Penwith in West-Cornwall südlich der Straße von Madron nach Morvah. Nach Westen und Osten bieten sich jeweils  Blicke auf das Meer. 200 m entfernt liegt der Chûn Quoit. Weitere eisenzeitliche Siedlungen in der Nähe sind Chysauster und Carn Euny.
In der Umgebung findet man auch folgende Megalithanlagen:
- Boskednan
- Boscawen-ûn
- Lanyon Quoit
- Mên-an-Tol
- Merry Maidens
- Mulfra Quoit
- Tregeseal
- Tregiffian
- Zennor Quoit

## Aufbau

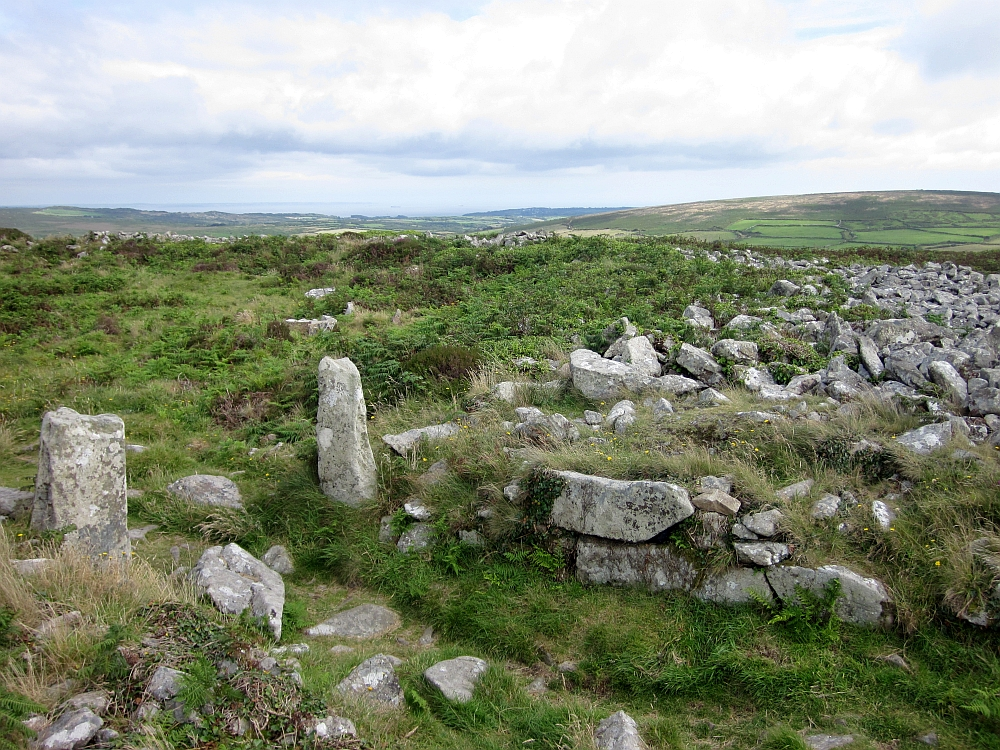
Eingang durch den inneren Festungswall

Das Hillfort wird umfasst von zwei etwa kreisförmigen massiven Mauern, die jeweils von einem Graben umgeben sind. Innerhalb der Anlage befinden sich die Überreste von mehreren steinummauerten runden Häuser, die durch spätere Tätigkeiten zerstört worden sind. Eine von diesen Wohnanlagen ist in der Gestalt oval und könnte mit der späteren Phase des Wiederbesiedlung in der poströmischen Periode nach 400 n. Chr. in Verbindung stehen. Spuren von steinernen Bänken könnten die Überreste von späteren Tiergehegen sein.

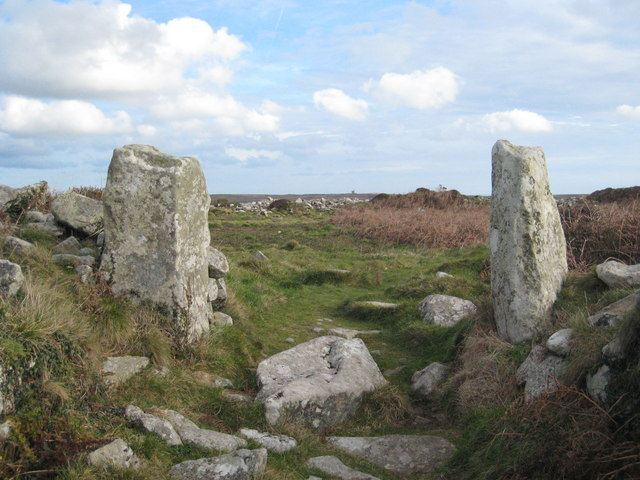
Eingang zum Chûn Castle

Der einzige Eingang zur Anlage ist ein steinumfasster Durchgang durch den inneren Festungswall auf der Westseite. Der Ausgang durch den äußeren Festungswall liegt versetzt. In dem dazwischen liegenden Gang befindet sich ein steinerner Wall, wodurch dieser Bereich eine Verteidigungsfunktion erfüllt haben könnte.
Ursprünglich lag der Eingang durch den äußeren Wall direkt gegenüber zum inneren Zugang, so dass beide zum wesentlich älteren Kammergrab des Chûn Quoit hin ausgerichtet waren. Die Umgestaltung des Eingangsbereichs könnte Teil der späteren Wiederbesiedlung im 5. Jahrhundert n. Chr. gewesen sein.

## Forschungsgeschichte

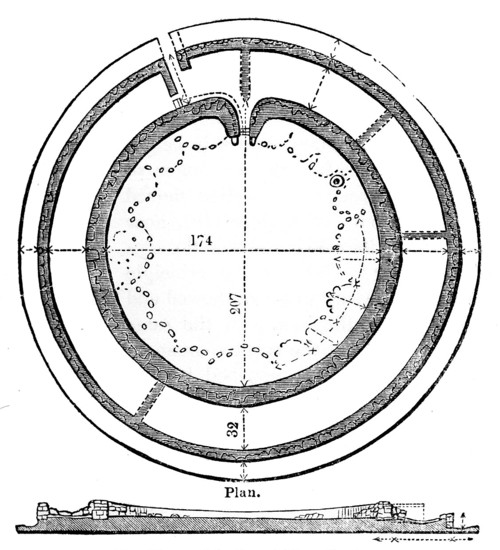
Skizze von Charles Knight 1845

Erstmals erwähnt wurde Chûn Castle 1754 von dem Altertumsforscher William Borlase in seinem Werk Antiquities, historical and monumental, of the County of Cornwall. Eine erste Planskizze fertigte Charles Knight 1845 für sein Werk Old England: A Pictorial Museum an. Sie zeigt die beiden Ringwälle und die zueinander versetzt liegenden Zugänge. Daneben erkennt man mehrere Steinwälle zwischen den beiden Befestigungsmauern.
Zwischen 1862 und 1930 fanden insgesamt fünf Ausgrabungskampagnen statt.
Zuletzt wurden in den späten 1920er und frühen 1930er Jahren umfangreiche Ausgrabungen vorgenommen, die auch Hinweise auf eine Wiederbesiedlung im 5. Jahrhundert n. Chr. lieferten. Die gefundenen Keramiken und Steinwerkzeuge konnten auf einen Zeitraum vom 3. vorchristlichen bis zum 1. nachchristlichen Jahrhundert datiert werden. Am nördlichen Rand der Höhensiedlung wurde ein Ofen entdeckt, der Spuren von Zinn- und Eisen-Schlacke enthielt, was darauf hinweist, dass vor Ort in der Eisenzeit Metallverarbeitungen durchgeführt wurden. Nachweise für eine kriegerische Auflösung der Siedlung konnten nicht erbracht werden, da durch die sauren Böden alle Spuren organischer Materialien wie Holz, Leder, Knochen, Geflechte und Gewebe vernichtet worden waren.